# گزخان
گزخان روستایی در واخان در خاور افغانستان است که در ولایت بدخشان و در نزدیکی مرز تاجیکستان واقع شده‌است. این روستا محل پیوستن رود پامیر و رود واخان و تشکیل رود پنج است.
جمعیت این روستا در سال ۲۰۰۳، ۱۴۹ برآورد شده‌است. مردم این روستا از مردمان وخی هستند.